# Otokar Březina

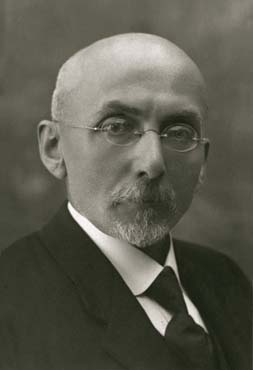
Otokar Březina

Otokar Březina (geboren 13. September 1868 in Počátky, Österreich-Ungarn; gestorben 25. März 1929 in Jaroměřice nad Rokytnou; eigentlich Václav Jebavý) war einer der bedeutendsten tschechischen Dichter.

## Leben
Březina war der zweite Sohn von Ignaz Jebavý und dessen dritter Ehefrau Katharina Fáková. Nach der Matura auf der Realschule in Telč wurde er von 1887 bis 1888 Lehrer in Jinošov. 1888 legte er seine Lehrerprüfung ab und unterrichtete als Volksschullehrer bis 1901 in Nová Říše, danach bis 1925 in Jaroměřice. 1919 erhielt er das Ehrendoktorat der Karls-Universität und wurde 1923 zum wirklichen Mitglied der Tschechischen Akademie der Wissenschaften und Künste gewählt. 1925 verließ er das Lehramt, welches er als notwendiges Übel betrachtete. 1928 erhielt er den mit 100.000 Kronen (entspricht etwa demselben Betrag in heutigen Euro) dotierten tschechoslowakischen Staatspreis für Literatur, den er dem Schriftstellerverein Svatobor spendete. Er studierte nebenher Philosophie und moderne Naturwissenschaften, schrieb für die Moderní revue und gehörte dem literarischen Zirkel Česká moderna an. Březina war zwischen 1916 und 1929 achtmal für den Nobelpreis für Literatur nominiert. Sehr geschätzt wurde er von Stefan Zweig. Josef Váchal hat fünf Exemplare von Březinas im Jahr 1913 erschienener Gesamtausgabe in Kunstbücher verwandelt, indem er jede einzelne Seite mit Aquarellen versah.

## Zum Werk
Březina begann unter dem Einfluss Baudelaires als Symbolist und verlieh dieser internationalen Kunstströmung eine spezifisch tschechische Note. Schon bald überwand er seinen anfänglichen Pessimismus und wandte sich einem metaphysischen Idealismus zu, der sich in mystisch-ekstatischen Hymnen von großer Formschönheit und Symbolreichtum äußerte. Er erwartete eine allgemeine Verschmelzung der widersprüchlichen irdischen Erscheinungen in einer künftigen metaphysischen Vereinigung. Nach fünf Sammlungen von Gedichten erklärte er sein poetisches Werk für abgeschlossen.
Abgesehen von Poesie verfasste Březina auch philosophisch-poetische Essays. Seine Werke wurden in zahlreiche Sprachen übersetzt. Beachtlich ist, dass sein dichterisches Gesamtwerk auch in lateinischer Übersetzung vorliegt.

## Werke

### Gedichtsammlungen und deren deutsche Übersetzungen
- Tajemné dálky, 1895 (dt. Geheimnisvolle Weiten, übersetzt, kommentiert und mit Nachwort versehen von Ondřej Cikán, Wien und Prag 2019, ISBN 978-3-903124-08-0).
- Svítání na západě, 1896 (Morgengrauen im Westen, noch unübersetzt).
- Větry od pólů, 1897 (dt. Winde von Mittag nach Mitternacht, übersetzt von Emil Saudek und Franz Werfel, München 1920).
- Stavitelé chrámu, 1899 (dt. Baumeister am Tempel, übersetzt von Otto Pick, München 1920).
- Ruce, 1901 (dt. Hände, übersetzt von Emil Saudek, Wien 1909).

### Weitere Werke
- Hudba pramenů a jiné eseje, Essays, hg. von Petr Holman, Prag 1989 (dt. teilweise in: Musik der Quellen, übersetzt von Franz Werfel, München 1923).
- Korespondence, Korrespondenz, hg. von Petr Holman, Brünn 2004.
- Lateinische Gesamtausgabe: Opera poetica, übers. von Jan Šprincl, Červený Kostelec 2013, ISBN 978-80-7465-083-3.

### Auswahl weiterer Übersetzungen ins Deutsche
- Hymnen, übersetzt von Otto Pick, Leipzig 1913.
- Tschechische Anthologie. Jaroslav Vrchlický, Antonín Sova, Otokar Březina, übertragen von Paul Eisner, (Österreichische Bibliothek 21 und Insel-Bücherei 106/2), Leipzig 1917 bzw. 1922.
- Neun Gedichte. Weihung des Lebens, übersetzt von Paul Eisner, in: Die Tschechen, München 1928.
- Meiner Hände sanfte Last, ausgewählt, übersetzt und mit einem Nachwort versehen von Walter Schamschula, Mainz 2002, ISBN 3-87162-056-4.